# Kalle på Spången (sång)
Kalle på Spången är en sång skriven av Lasse Dahlquist till filmen med samma namn från 1939. Skivinspelningar i Sverige är daterade från 1939 och framåt, bland annat av Edvard Persson 1939. Den har också spelats in på danska som Kalla fra Skaane.